# عطية باني
عطية باني (1960م -)، معد ومقدم برامج ليبي، في رصيده العديد من البرامج الثقافية والفنية التي حاور فيها العديد من الشخصيات الليبية والعربية. 

## النشأة والتعليم
ولد عطية حسين محمد الحاج بانى بقرية ماجر بمدينة زليتن شرق مدينة طرابلس عام 1960م، درس المرحلة الإبتدائية في مدرسة الحويجات بمسقط رأسه بقرية ماجر، ودرس المرحلتين الإعدادية والثانوية ما بين مدارس زليتن المختلفة، ظهرت موهبته الفنية عن طريق الإذاعة المدرسية فأنظم لفوج الكشافة والمرشدات بزليتن، 8
وفي المرحلة الثانوية تميز في النشاط المدرسي المسرحى، بعد ذلك انتقل إلى مدينة بنغازي لدراسة في معهد ناصر للمعلمين الذي تخرج منه معلماً،  أثناء دراسته بالمعهد التحق بنشاطه المسرحى وقدم عدة مسرحيات، ومن ثم انتسب لفرقة المسرح الحديث ببنغازي، عاد بعد ذلك إلى زليتن معلماً لتلاميذها، والتي أساس فيها أول فرقة مسرحية  مع كل من عيسى حمودة وفتحى القدار  والأخوين مفتاح وفتحي بن خليل عام 1984م، و قدموا من خلالها عدة مسرحيات، التحق بالعمل الإذاعي عام 1988 وقدم فكرة برنامج رحلة فنان لإدارة النصوص بقناة الجماهيرية فتم قبول طلبه فكان أول برنامج يقدمه للجمهور، ومند ذلك الحين وحتى اليوم أعد وقدم عطية بانى عديد البرامج على الإذاعتين المسموعة والمرئية.

## أعماله

### المسرحيات
- الإنسان والظل - ممثل

- الاسكندر الأكبر - ممثل

- شن درت ياعاشور - ممثل

### الإذاعة المرئية
• رحلة فنان، على قناة الجماهيرية الأرضية. 
• عشرة على عشرة، على قناة الجماهيرية الأرضية. 
• شباب شباب، على قناة الجماهيرية الأرضية. 
• ليالينا، على قناة الجماهيرية الأرضية.  
• لمة سمر، على قناة الجماهيرية الأرضية.  
• أرقام وألوان، على قناة الجماهيرية الأرضية.  
• بلد الطيوب، على قناتي الجماهيرية الأرضية والفضائية.  
• عيون، على قناتى الجماهيرية الأرضية والفضائية. 
• النادي المرئي، على قناتى الجماهيرية الأرضية والفضائية. 
• عشاق القمر،  على قناتى الجماهيرية الأرضية والفضائية. 
• شارع الأحبة، على قناتى الجماهيرية الأرضية والفضائية. 
• غوالى، على قناتى الجماهيرية الأرضية والفضائية. 
• على الحب متواعدين، على تلفزيون شبكة راديو وتلفزيون العرب (ART).
• هايل، على قناة الشبابية الفضائية.
• المقام 1، على مختلف الأقنية اللييية. 
• المقام 2، على مختلف الأقنية اللييية. 
• الفصل، على قناة ليبيا الوطنية.
• المرايا ، على قناة سلام الفضائية. 
• القلب ما ينساكم، على قناة سلام الفضائية.

### الإذاعة المسموعة
• أنغام وحوار - إذاعة الجماهيرية المسموعة.
• بطاقات ملونة - إذاعة طرابلس المحلية.
• كلام الناس - إذاعة وعد.
• أجواء وألوان - إذاعة الثراث. 

## الجوائز
- 1996: جائزة أفضل مقدم برامج عن برنامج أرقام وألوان حسب إستيبان صحيفة الجماهيرية.
- 2018: جائزة سبتيموس للريادة عن مجمل أعماله في المرئية -.
- 2020: جائزة سبتيموس لأفضل برنامج تلفزيوني عن برنامج القلب ما ينساكم.
- 2020: جائزة سبتيموس للإنجاز عن سهرتى المقام 1 و2.[1]
- 2022: تكريم من مهرجان الثقافة الليبية والتي نضمته وزارة الثقافة الليبية.[5][6]

## أهم الشخصيات التى حاورها
- على فهمى خشيم - مفكر وكاتب ليبي
- حسن عريبي - مطرب وملحن ليبي
- محمد حسن - مطرب وملحن ليبي
- عبد الله عبد السلام - مذيع ليبي
- فتحى كحلول - ممثل ليبي
- عبد اللطيف حويل - مطرب ليبي
- عبد الله الشاوش - ممثل ليبي
- مصطفى الأمير - كاتب ومخرج مسرحى ليبي
- على ماهر - ملحن ليبي
- محمد الجزيري - مطرب وملحن ليبي
- سلاف - مطربة تونيسة
- منى واصف - ممثلة سورية
- جمال سليمان - ممثل سوري
- هدى سلطان - ممثلة مصرية
- سلوم حداد - ممثل سوري
- خالد تاجا - ممثل سوري
- باسم ياخور - ممثل سوري
- بسام كوسا - ممثل سوري
- عابد فهد - ممثل سورى
- أبوبكر بانى - لاعب كرة قدم ليبي
- أحمد بدير - ممثل مصرى
- علاء الزلزلى - مغنى لبناني
- رمضان كازوز - مطرب وملحن ليبي
- حسين الرياني - شاعر شعبى ليبى